# Скочак (Гребёнковский район)
Скочак (укр. Скочак) — село в Ульяновском сельском совете Гребёнковского района Полтавской области.
Код КОАТУУ — 5320886605. Население по переписи 2001 года составляло 29 человек.
Село указано на специальной карте Западной части России Шуберта 1826—1840 годов как хутор Скачок

## Географическое положение
Село Скочак находится в 3-х км от правого берега реки Слепород,
на расстоянии до 2-х км расположены сёла Сотницкое, Почаевка и Тополевое.
По селу протекает пересыхающий ручей с запрудой.

## Ссылка
- История села Скочак